# Історія української літературної мови
Див. також Історія української мови.
Історія літературної мови починається з фіксації народної розмовної на письмі. Літературно-писемна мова існує відтоді, відколи існують твори, написані нею.
Ще до появи писемних пам'яток староукраїнською (давньоруською) мовою усна народнопоетична творчість відігравала важливу роль у шліфуванні та унормуванні мови, сприяючи формуванню традиційних формул, що згодом стали частиною літературної мови княжої доби. Деякі дослідники висловлюють припущення, що до прийняття християнства та запровадження церковнослов'янської (болгарської, староболгарської) мови в Київській державі існували пам'ятки, написані руським письмом.

## Давня українська літературна мова

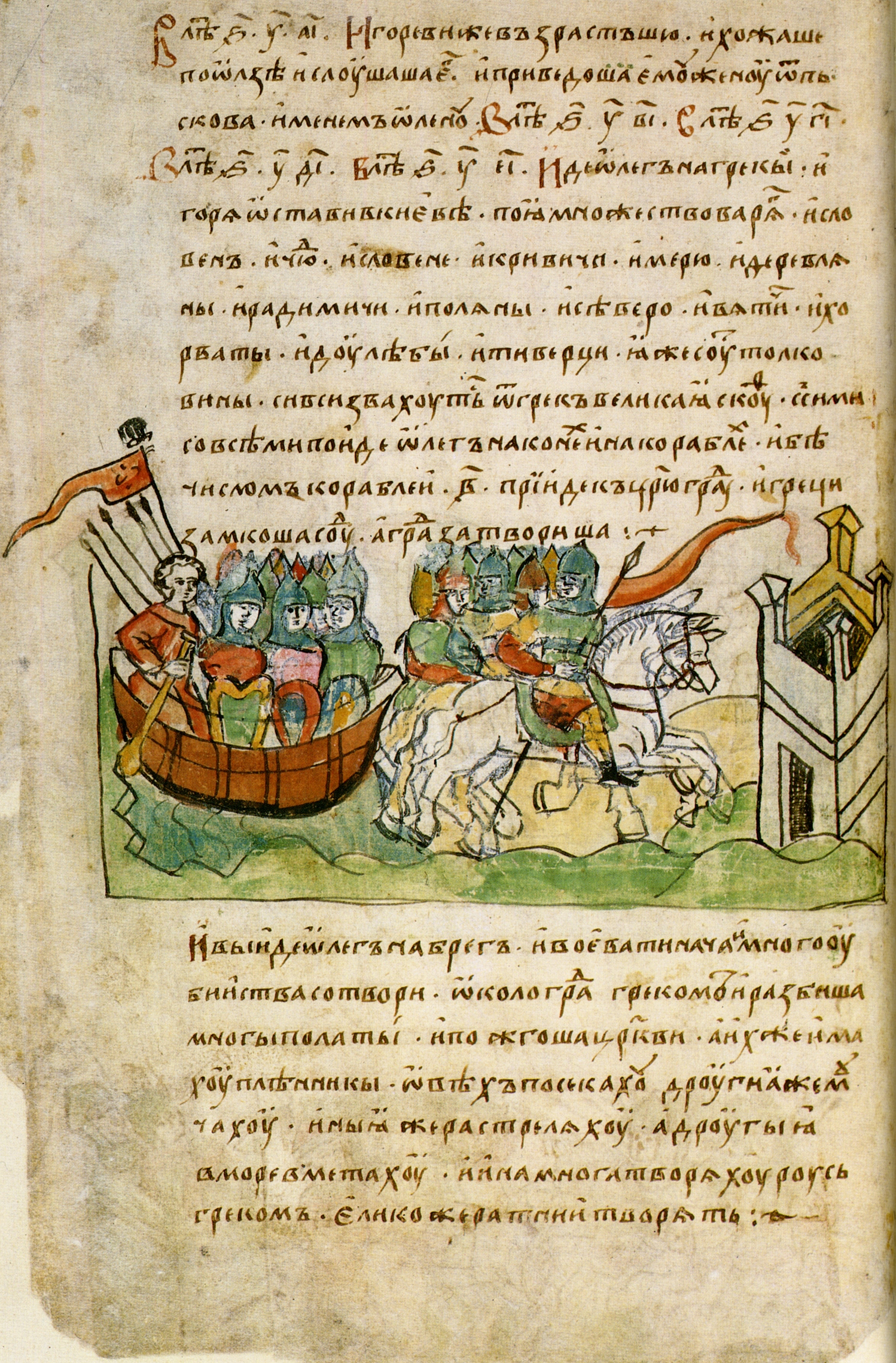
«Повѣсть врємѧнныхъ лѣтъ» (Повість минулих літ), 14-й лист Радзивіллівського літопису (список XV ст.), що змальовує похід Віщого Олега на Царгород. Мова та поетика цієї пам'ятки позначені великим українським (південноруським) впливом

### Руський період
Згідно з Візантійських джерел, книги написані руською мовою траплялися на території Русі ще у ІХ сторіччя, що свідчило про існування руської літературної мови, проте вченим нічого не відомо як могла виглядати така літературна мова, адже жодних книг чи детальних свідчень не збереглося.
Серед найближчих сусідів Русі, які мали достатньо розвинену літературну мову та могли культурно впливати на оточуючі народи була Болгарія. У Х-му сторіччі болгари були чи не найкультурнішим слов'янським народом у галузі писемництва, в часі своєї золотої доби за царя Симеона Болгарія мала свою літературу, а також все необхідне для богослужінь. З запровадженням християнства на Русі виникла потреба у великій кількості церковної літератури і таку літературу в повній мірі могла забезпечити Болгарія.. І дійсно, найперші українські писані пам'ятки часто свідчать про своє болгарське походження, на нашій землі збереглося немало таких болгарських давніх пам'яток.
У всіх давніх народів, у тому числі й українського до середини XVI сторіччя панувала непохитна ідея, що мова церковна водночас є й мова літературна даного народу. Для давнього часу обидві ці потребі, церковна й літературна, майже покривалися, адже літературна мало виходила поза рамки церковні. Тому на той час в Європі літературною мовою скрізь була мова латинська, а в слов'ян нею стала мова церковнослов'янська, в основі своїй болгарська. Початкова літературна мова, мова церковна-болгарська, не була на Русі мовою зовсім чужою, тим паче з часом вона видозмінювалась, адже знаходилась під впливом мови народної, значна частина слів з часом українізовувалися та отримували українське звучання. Церковна мова з українською вимовою в своїй поукраїнщеній формі вважалася немов рідною мовою, адже вона була мовою рідної української Церкви, її, навіть, називали руською, себто українською мовою. Тому вона мала великий вплив на склад і розвиток живої української літературної мови в її зародженні.
Уживання староукраїнської літературної мови у світському письменстві на Русі характерно для:
- науково-юридична і канцелярсько-ділова сфери («Руська правда», грамоти з різних територій Київської Русі, договори руських князів з іншими народами);
- літописної літератури («Повість минулих літ», «Галицько-Волинський літопис»);
- художньої літератури («Слово о полку Ігоревім»);
- епістолярного жанру (листи від Гостяти, листи від Михайла).

Уживання церковнослов'янської мови (літературної) в конфесійному письменстві застосовувались у таких стилях:
- літургійному (Остромирове Євангеліє, Галицьке Євангеліє 1144 р.);
- житійному («Житіє Феодосія Печерського», «Сказаніє о Борисі і Глібі»);
- проповідницькому («Поученіє Кирила Туровського», «Слово о законі і благодаті» київського митрополита Іларіона).

Спокійний розвиток української літературної мови в руський період був припинений монголо-татарською навалою, яка зруйнувала культурні центри, державність руських князівств та змусила припинити розквіт та розвиток руської культури на значних теренах українських земель. У XII—XIII сторіччях мова жива народна й мова церковна та літературна вже помітно розходяться: церковна й літературна мова тримаються старовинних норм, а жива мова пристосовується до всіх широких вимог біжучого життя. На полях наших давніх рукописів появляються так звані ґлоcи, себто пояснення живою чи «простою» мовою незрозумілих давніх слів, а це вже вказує на глибше розірвання мов літературної й народної.

### Литовський період

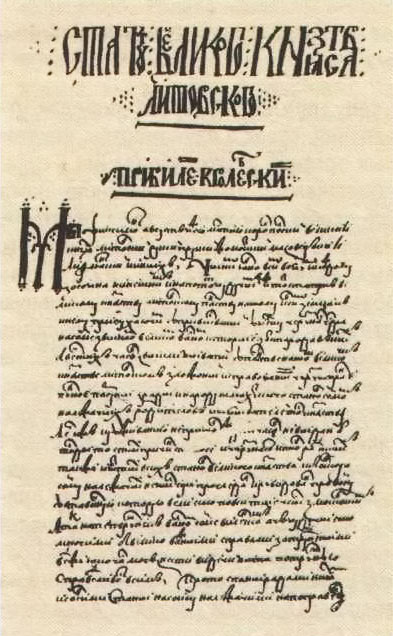
2 статут Великого Князівства Литовського

З входженням українських земель до складу Великого князівства Литовського розпочався новий етап у розвитку української літературної мови. Цей період характеризувався значними змінами порівняно з попередньою епохою.
До цього часу східнослов'янські племена були об'єднані спільною Київською метрополією, що забезпечувало єдність віри та культури. Однак, з початком литовського періоду українські землі культурно відділилися від північних племен. Це призвело до самостійного розвитку української культури та мови в нових умовах, з помітнішим впливом західноєвропейських традицій.
Завдяки своїй давній та розвиненій культурі, Україна мала значний вплив на Литву. Українська мова, відома тоді як «руська», поступово набула статусу офіційної мови Литовсько-Руської держави. Вона використовувалася в державних канцеляріях, судочинстві, а також була розмовною мовою деяких литовських князів.
Важливим етапом стало закріплення статусу української мови у Литовському Статуті 1529 року, де вона була визнана офіційною мовою держави. Цікаво, що основою тогочасної канцелярської або актової мови була північно-західна українська говірка, яка згодом злилася з південною, галицькою мовою, формуючи тодішню українську літературну мову.
До Люблінської унії 1569 року українська літературна мова розвивалася вільно, спираючись на традиції, сформовані ще за княжої доби. Однак, приєднання Галичини до Польщі у 1340 році призвело до її відокремлення від Волині та Київщини, що спричинило посилення польських мовних впливів на західноукраїнських землях, включаючи Холмщину та Полісся.
Це розділення українських земель стало першим порушенням єдності української мови і заклало основу для подальшого розходження між східноукраїнським та західноукраїнським варіантами мови.

## Літературна мова другої половини ХVІ–першої половини ХVІІ ст
В першій половині XVI століття України опинилась під впливом європейського лютеранського руху. Значення живої народної мови з того часу значно зросло — вона явно стає в основу української літературної мови, явно входить і до церкви. Під впливом протестантства зароджується нова українська літературна мова, вже заснована на мові живій народній. Це був великий переломовий час в історії розвитку української літературної мови, адже його наслідком і постала нова українська літературна мова.
Поступово, з польським впливом, українська літературна мова приймає в себе полонізми, в першу чергу до свого словника. З'являються полонізми навіть у мовних формах. Помалу починається не тільки збільшений польський вплив на українську літературну мову, але й насильна урядова полонізація. Українська шляхта не погоджувалась з застосуванням латинської та польської мови у офіційних переписках, судових справах та у канцеляріях і довгий час українська документація продовжувала вестися українською літературною мовою, хоча офіційна польська влада домагалася зворотнього. Українська шляхта неодноразово офіційно висловлювала свій протест проти використання польських літературних норм на території руських воєводств. Але Польща вперто вела полонізацію і року 1614-го видала Литовського Статута вже польською мовою. А вже 1696 року Варшавський Сейм прийняв таку постанову про мову урядових українських канцелярій: «Писар повинен по-польськи, а не по-руськи писати».
З XVI віку, українська літературна мова стає на новий шлях свого поповнення й перероблення: коли їй бракувало слів, особливо по канцеляріях, то їх вона брала не з своєї старої церковно-літературної мови, що трохи забувалася, але з мов чужих: польської, латинської, німецької. Це відразу переродило українську мову і словником стало зближати її до мов західнослов'янських, сильно відриваючи тим від старої близькості до мови російської.

## Літературна мова другої половини ХVІІ–до кінця ХVІІІ ст
З 1654 року, по приєднанні України до Москви, розвиток української літературної мови знову почав змінювати свій шлях. Майже на три столітті знову рветься соборність українського народу й його літературної мови, — їх розвиток з цього часу йде відмінними шляхами: на сході розпочинається сильний вплив московський, а український захід був остаточно відданий на впливи польський. У Речі Полполитій вже дуже скоро по українських канцеляріях заведена була польська мова, писати мовою українською поляки заборонили.
Після Андрусівського перемир'я 1667 р. у Гетьманщині стали широко використовувати «просту мову» в документах центральної та місцевої влади. Українською провадили свої записи органи місцевого самоврядування та суди, українська мова стала офіційною. Не зважаючи на це, престиж польської мови навіть на тих землях, де порушилися політичні зв'язки з Польщею, не був підірваний. Польську вживали як писемну навіть представники вищого православного духівництва, наприклад Л. Баранович. Не виходили з моди й полонізми у мові освічених верств суспільства.
Події українсько-польської війни на тривалий час призупинили процес полонізації. Тепер для самої Польщі на порядку денному постало питання збереження власної державності. Тому аж до межі XVII-XVIII ст. полонізаційні процеси були досить слабкими. Стимулювали їх стабілізація польської влади в Галичині та на Правобережжі й повернення шляхетських порядків.
Повсякчасна небезпека та безлад випродукували, за Ю. Шевельовим, «мовну єдність в умовах роз'єднання, позірного браку суспільного зв'язку та занепаду культурного життя». Це яскравий приклад незбіжностей мовної і суспільної «синусоїд» розвитку, де мова заступає відсутність розділеної на частини української держави і стає символом її неподільності незважаючи на загальний культурний занепад періоду Руїни.
В Україні в XVI сторіччя знову здобуває популярність славенороcька мова, що ґрунтується на старих церковних літературних нормах, а в XVII-му сторіччі цей напрямок розвитку літературної мови лише зміцнюється. В XVIII-му столітті з неї остаточно викидаються полонізми та новіші германізми, таку мову добре розуміли й у Москві. Зв'язки з своєю живою мовою рвуться все більше. Творення нової української літературної мови в XVIII столітті цілком збіглося з таким же процесом творення нової літературної мови в Росії: там вона творилася також головно на стародавній основі.
Цензура на українське слово розпочалася рано. Українські книжки зустрічались у Москві ще з XVI століття. Московська духовна влада неприхильно ставилася до проникнення української культури у московське життя, адже українська церковна ідеологія була протилежна московській. Врешті московська церковна влада стала забороняти українські книжки. У 1708 році, по зраді Мазепи Петро I видав накази, що робили не можливими всякі найменші самостійницькі прояви в Україні. Особливо дісталось українській літературній мові, що все-таки була окрема від мови російської, і 5 жовтня 1720 року Петро I повністю заборонив друк літератури українською мовою. До кінця XVIII століття жодна книжка українською мовою друком в Московії не вийшла.

## Нова українська літературна мова

### Відродження української літературної мови

«Енеїда малоросійською мовою перелицьована. Чч. І, II, III, з додатком значень малоросійських слів як тих, що містяться в ній, так і досить багатьох інших.»

Попри заборони друку жива народна українська мова продовжила існувати, що рятувало мову від цілковитого знищення та давало надію на відродження мови літературної. І літературна мова свій вихід знайшла, через інтерес української інтелігенції до вітчизняного фольклору та пісня. На відміну від офіційних документів народознавча наукова література та запис народних пісень не мав іншого виходу, крім як вестися українською народною мовою. Саме наприкінці XVIII-го століття в Європі почав ширитися новий напрям в літературі й культурі, — стали цікавитися всім народним, усім своїм національним, особливо давнім. Але справжнім відродженням української літератури став твір Енеїда, Івана Котляревського.
Головна заслуга Котляревського була в тому, що він рішуче, друком, став на той бік, яким ішла ще жива мова в XVIII столітті, і знову відновив українську літературну мову в друкованому творі, — він міцно зв'язав перервану було в XVIII столітті в друках — через наказ 1720 р. — нитку нашої літератури живою мовою. Першорядної ваги було те, що Котляревський порвав з панівною тоді наукою про мовні стилі, високий і подлий, і став дивитися на мову народну, як на достойну поважних творів. 1798 рік, рік появи Енеїди, став поворотною історичною датою в розвої української літературної мови.
На свій час мова Енеїди була доброю народною мовою, хоч у ній, як у мові літературній, було забагато русизмів та архаїзмів. Це була та мова, що розвивалася ще до Котляревського. Про якийсь окремий український правопис Котляревський ще не думав, як довго не думали про те й його наступники, — літературний правопис був тоді спільний для російської й української літератури, — в основі своїй це старий український правопис. Котляревський міцно поєднав українську мову з українською літературою — після нього справді нашою літературною мовою остаточно стала жива народна мова. І від Котляревського вона стала творчо розвиватися вже зовсім свідомо. За прикладом Котляревського пішло багато його наслідувачів, на яких він сильно впливав аж до часу Шевченка.
Мова Котляревського не мала різких говіркових окремішностей, адже в час Руїни відбувались значні міграційні процеси на великій території, що згладжувало говори, а тому мову Котляревського легко розуміли не тільки ні Лівобережжі, але й на всій іншій Україні. Це вже була міцна основа нової української літературної мови, на якій вона й почала розвиватися, бо такою основою мова західна тепер не могла бути.
1804-го року в Харкові був відкритий перший університет в Україні, і з того часу це місто стало осередком української культури, літератури й мови. Зародилася преса, видавалися українські збірники, випускалися книжки, розвивалася літературна мова. За перше десятиріччя XIX ст. в Харкові видано половину всього, що вийшло за цей час у Росії. Тут же на самому початку XIX ст. остаточно закріпилися назви Україна, український, як наші національні назви. Це стало можливим завдяки тому, що за законом 1803 р. цензура належала самому університетові, себто була в українських руках.
Лівобережжя національно втрималося взагалі значно сильніше, ніж Правобережжя, що помітно сполонізувалося. Полтавсько-харківська школа в першій половині XIX століття для розвитку нової української літературної мови зробила надзвичайно багато, саме тому полтавсько-харківська мова лягла в основу нашої сучасної літературної мови, трохи пізніше до цього приєдналася й київська мова Шевченка. Саме ця школа високо поставила нашу мову достатньо високо, привчала до неї громадянство й защепила в літературу те, що відновив був Котляревський: живу народню мову.

### Вплив Тараса Шевченка
Мова Тараса Шевченка в історії української літературної мови має велике значення, адже його мова стала наріжною підвалиною літературної мови. Хоча нова українська літературна мова творилася спочатку в полтавсько-харківській школі, Шевченко став першим хто доїднав Правобережну Україну до процесу становлення нової літературної мови.
Шевченко перший з українських письменників глибоко зрозумів вагу мови в літературі, й тому творив її, пильнуючи, щоб була вона якнайкращою. Він свідомо уникає в своїй мові говіркових місцевих виразів (локалізмів), хоч на Звенигородщині їх не бракувало. Шевченко вишліфовував свою мову від таких виразів, що були б незрозумілі широким читацьким колам, а це вже було розуміння істотності літературної мови. Так само уникав Шевченко й архаїзмів, цебто стародавніх виразів. Шевченко оминав також запозичені слова, вживаючи їх дуже рідко навіть у своїй прозі. Шевченко в дитинстві не вчився в російській школі і це вберегло його мову від більшості русизмів. Шевченко свідомо уникав у своїй мові опрощення, уникав того розговірного жаргону, що часто чується в живій народній мові, а це робило його мову чистою й надавало їй ознак літературності.
Шевченкова мова стала в Україні за наріжну підвалину літературної мови. Сталося це тому, що сам Шевченко став найсильнішим національним поетом, і його твори захопили всю Україну. Їх читали, завчали напам'ять, і вже тим самим навчалися й мови. В історії постання літературних мов це звичайне явище: мова найсильнішого письменника й господаря дум народних помалу стає за основу мови літературної, так нерідко бувало в Європі, так сталося й у нас, так було в Росії з творами Пушкіна. Шевченкова мова мала всі якості, щоб стати мовою літературною: вона була найчистіша серед мов усіх тодішніх письменників і походила з географічного осередку Української Землі, чому доволі легко стала соборною мовою.
В історії розвитку української літературної мови Шевченко закінчив ту її добу, що розпочалася Котляревським і велася його послідовниками. Він став синтенцією української мови, і він же забезпечив можливості її розвитку.

### Остаточне формування сучасної української літературної мови та репресії проти неї

«Грама́тка» П. Куліша, Санкт-Петербург, кінець 1857 р. — перший підручник сучасної української мови.

Одним з головних ідеологів української мови у літературі у ХІХ був відомий історик і письменник Микола Kocтомаpов та Пантелеймон Куліш. Костомаров, хоч і визнавав відмінності народів російського та українського, але не міг погодитися у рівнозначності мов в імперії. З його точки зору мова українська не могла згодитися для офіційних та наукових задач. Куліш спочатку пильно прислухався до Костомарових мовних теорій, але не погоджувався з меншовартісною парадигмою Костомарова. Щоб довести повноцінність української літературної мови він взявся за переклад класичних творів. Коли з'явився перший український переклад Шекспіра Куліш отримав значну порцію критики, але продовжував творити літературну мову. Та головною працею на цій ниві Куліша був переклад Біблії, цю роботу він не закінчив, проте за нього це зробили Іван Пулюй та Іван Нечуй-Левицький чим остаточно затвердили повноцінність української літературної мови.
Не можна також забувати революційні внески Миколи Куліша у формування нового українського правопису. До Куліша українська літературна мова опиралася на правопис Мелетія Смотрицького 1619 року. Правопис цей перейшов із Києва й до Московії, й там також міцно затвердився. Цим правописом, зокрема, користувався і Тарас Шевченко. Новий правопис Куліша став зватися кулішівкою і зазнав значної слави та мав великий вплив на наступні покоління письменників.
Українська літературна мова розвивалась, як у плані систематизації, такі жанрово. Особливий внесок у розвиток жанру повісті зробила Марко Вовчок. Батьком українського роману вважається в нас Іван Нечуй-Левицький. Першопроходцем історичного роману був Пантелеймон Куліш.
В театр в жанр драми мову принесли Марко Кропивницький та Карпенко-Карий. Внесок у різноманіття поезії внесли Яків Щоголів, Леонід Глібів, Петро Ніщинський та інші. Леся Українка принесла в літературу міфічність та фольклор. Михайла Грушевського увів українську у професійну наукову літературу. XIX століття загалом дало для України ціли плеяду митців, що закріпили та розвинули українську літературну мову до стану універсальності.
Розвиток української літератури не міг бути не поміченим у столиці. У 1846 році почались перші репресії проти української літературної еліти. З розформування Кирило-Мефодіївського братства особливо постраждали такі першопроходці сучасної української літературної мови як Шевченко, Костомаров та Куліш. Цензура стала більше звертати увагу на українських діячів, твори заборонялися та обмежувалися. У 1863 Валуєвський циркуляр окремим указом значно обмежив використання української літературної мови. Заборони торкалися наукових товариств, театрів та освітніх закладів. У 1876 році стан української літератури значно погіршив Емський указ, що забороняв значно ширший вжиток української мови в літераторі та по суті обмежив її до окремих видів писемництва.
Нападки на українську літературну мову змусили мігрувати її носіїв та діячів на захід. Куліш друкувався у Львові, Драгоманов навіть у Женеві. Львів та Галичина отримали нове дихання з потоком мігрантів, які несли сучасну літературну українську мову на захід. Станом на XIX століття розвиток української літературної мови йшов на західній частині слабенько. Хоча рух москвофільства існував, але не були вироблені основні догмати літературної мови. Галичина вперто трималася своєї місцевої мови, думок про всеукраїнську соборну мову розуміти не хотіла, твори Шевченкові особливого поширення не мали. Найбільший письменник західної України XIX століття Іван Франко спочатку теж притримувався місцевих традицій літературної мови, але вплив Драгоманова змусив його більше слідкувати за стилем літературної мови і позбавляти полонізмів та діалектизмів. Тим не менш на Галичині значна кількість письменників продовжувала використовувати місцеві говірки для написання своїх творів і таких була переважна більшість. Та треба підкреслити, що певне рівняння галицьких поетів і письменників на Схід, з часом усе збільшувалось, і чулася вже виразна туга за соборною всеукраїнською літературною мовою, особливо в молодшого покоління.
Окремо варто сказати за Закарпаття та Буковину. Закарпаття було зовсім відрізане навіть від Галичини, і мова й правопис тут завмерли на певному етапі розвитку та довгий час зовсім не зростали. Довге перебування Буковини під одною австрійською владою пов'язало Буковину в розвитком літературної мови з Галичиною. Національне літературне відродження Буковини розпочав Осип Юрій Федькович, описуючи гуцульське життя й пишучи гуцульською говіркою. Те саме робив і Данило Mлака. Але Ольга Кобилянська вибилась уже понад говірковий регіональний рівень і в своїх романах

### Початок ХХ сторіччя
Перша російська революція 1905 року відмінила всі урядові заборони на українське слово. З кінця 1905 року народилася в Києві своя українська вільна преса, а це відразу поставило українську мову на зовсім іншу путь розвитку. Щоденна преса відразу поставила до мови сотні нових питань, на які вимагала негайної відповіді. Словник письменника не був такий різносторонній, яким ставав словник щоденної преси, що мусив обіймати все життя. І українська літературна мова сильно розросталась углиб і вшир.
Війна 1914 року принесла черговий погром українському слову, уряд позакривав усю українську пресу й усі видавництва. Коли російські війська захопили Галичину, то цензура розповсюдилася і на західні терени. Але війна була програна, й на сході знялася революція 1917 року, що відразу остаточно скинула пута з українського слова, й воно зачало знову могутньо розквітати. Преса побільшилася, число нових книжок неймовірно зростало. Так, року 1917-го вийшло 747 назв, а року 1918-го-1085. Українська літературна мова відразу вступила на правдиву, доти небувалу, путь свого розвитку, що в кінці таки привело її до повного зросту й вироблення, якого спинити вже не було сили.
Проголошення самостійности України 22 січня 1918 року відразу сильно зміцнило розвій нашої літературної мови. До цього часу українська мова була все-таки мовою тільки до свого домового вжитку, мовою другорядною, бо мовою першою була державна й урядова російська мова. Тепер державною мовою стала мова українська, а це на неї накладало сотні нових обов'язків. Розвиток літературної мови розпочався на державному рівні, до творення цієї мови стали не самі поети та письменники, але все життя. Почали закладатися свої вищі школи, університети. А тим часом виявилося, коли стали складатися термінологічні словники по десятках різних наукових і технічних ділянках, що наша мова дуже гнучка й зовсім придатна для творення термінологічних назв. Вплив нової державної літературної мови був шалений, її відразу прийняли до себе і західні регіони та діаспори по всьому світу. В Україні народилася соборна всеукраїнська літературна мова.
Серед творців нової епохи літературної мови саму у літературному жанрі слід виділити Миколу Вороного, Спиридона Черкасенка, Олександра Олеся, Грицька Чупринку, Павло Тичину, Миколу Бажана, Максима Рильського, Миколу Зерову, Володимира Винниченка та цілу плеяду інших, що не лише розвивали здобутки минулого покоління, а і активно експериментували зі словом та вигадували нові форми літературної мови у мистецтві.
В Галичині в цей час повстала ціла низка поетів і письменників, що пильно працювали над культурою літературної мови у своїх творах. Серед таких можна виділити Катрю Ґриневичеву, Софію Парфанович, Богдана Антонича, Святослава Гординського, Богдана Кравців та інших.
По 1917 році сильно підтягуються в своїй мові й науковці й історики літератури, критики й молоді науковці починають дбати про добірність своєї мови, наприклад, М. Зеров, і багато інших. Заслуги Сергія Єфремова в розвитку української літературної мови безсумнівні. Більше того, нарешті стали розробляти й саму ідеологію про рідну мову.

### Радянський період

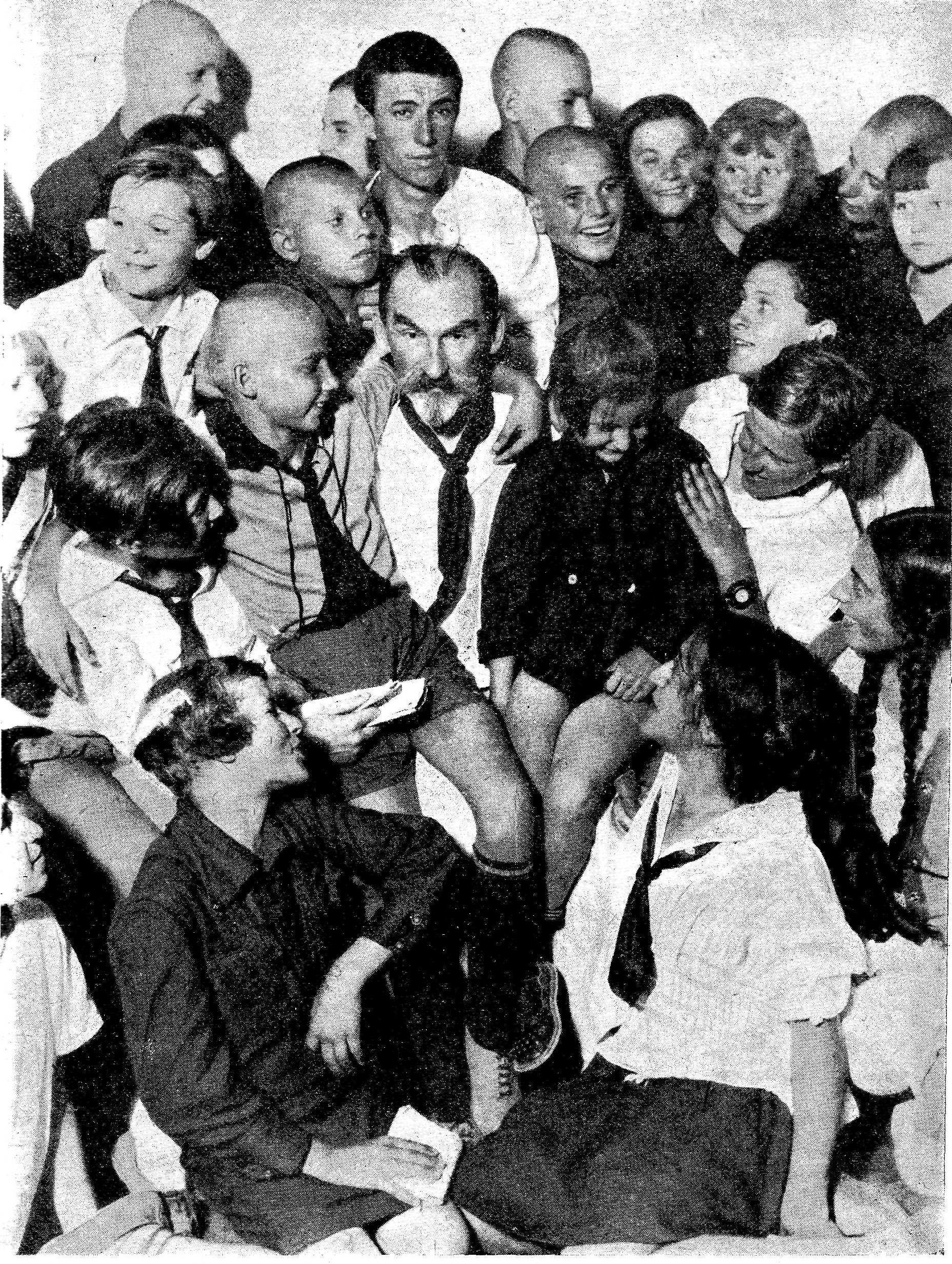
«Піонер більшовизму в Україні тов. М. О. Скрипник разом з іншими піонерами». Світлина з «Універсального журналу», 1929

По перемозі Радянської Росії у визвольних змаганнях у 1922 році політика окупанів щодо мови не була стабільною. Історію української літературної мови під радянською окупацією можна поділити на три доби:
1. Доба русифікації, 1917—1923 роки
2. Доба українізації, 1923—1933 роки
3. Доба комунізації, 1933—1939 роки
4. Добу толерації, 1939—1991 роки

Окупувавши Україну, більшовики спочатку цілком нехтували українську культуру й ніякої української мови визнавати не хотіли, більше того, ставилися до неї явно вороже, наслідуючи тим стару царську політику. Більшовики окупували Україну зброєю, а тому й поводилися в ній, як на завойованій землі. В Україні відразу з'явився великий російський урядовий адміністраційний апарат. Таке ставлення нової більшовицької влади до української культури, в тому числі й до мови, відразу викликало гострі протести й повстання, що охопили всю Україну, а це змусило владу змінити своє ставлення до України взагалі, хоча б поверхово.
Незадоволення в Україні росло, тому в 1923 році комуністична партія таки постановила, що в Україні мусить бути українська мова, для чого треба розпочати українізацію. І 1 серпня 1923 року виданий був про це осібний декрет «Про заходи у справі українізації шкільно-виховних і культурно-освітніх установ». Розпочалась українізація в Україні. Здавалося, ця українізація охопила все життя. Так, преса в Україні на 85 % стала українською, а книжки видавалися переважно українською мовою. Театр став повністю українським. Школи народні й середні перейшли на українську викладову мову, а в школі вищій частина кафедр (28 %) українізувалися. Починалася українізація державних установ, для чого скрізь закладалися курси українознавства, і їх мали проходити всі урядовці; службовцям робилися іспити знання української мови, були контролери всієї цієї українізаційної праці.
По Україні розпочалося масштабне вивчення української мови, на чолі чого стала Українська Академія наук у Києві, а при ній заклалися два важливі інститути: Інститут Мовознавства та Інститут Наукової Мови. Другий науковий центр повстав у Харкові. Наукове розроблення української літературної мови справді було широке й глибоке, і зроблено було за той час надзвичайно багато, вплив українізації 20-х років надзвичайно важко переоцінити.
Нова доба радянської політики в стосунку до української культури, а в тому числі і до мови розпочалася після постанови ЦК ВКП(б) 3 квітня 1932 року про здушення націоналізму в Україні й запровадження у всьому комуністичних ідей. В 30-х відбувся повний погром та терор української культури. Провідні культурні сили арештовано, а зроблені надбання винищено. Серед основних діячів терору проти мови слід відмітити Андрія Хвилю та Лазара Кагановича 26 квітня 1933 року відбулася нарада в ЦК КП(б)У з питань національної політики. Зокрема було вирішено:
- припинити негайно видання всіх словників,
- переглянути словники та всю термінологію,
- провести уніфікацію технічної термінології з тою термінологією, що є в Радянському Союзі і вживана в тому числі в Україні,
- переглянути кадри на мовному фронті і вигнати з цього фронту буржуазно-націоналістичні елементи,
- переглянути український правопис,
- змінити настанову щодо мовного оформлення УРЕ,
- видати спеціального документа, який би всі ці питання всебічно охопив і забезпечив цілковитий дальший розвиток української радянської культури на мовному фронті дійсно більшовицькими шляхами.

Більшовики почали руйнувати українську літературну мову з її середини й явно затримували її розвиток. 1933-го року вийшов новий правопис, який затер чимало особливостей української мови, зате наблизив її до російської. Звукове кіно і радіо на 75 % стало російським.
1939 року з початком Другої Світової війни, мовні питання відійшли на другий план у радянській політиці. 1944 року, коли більшовики забрали також Галичину, Закарпаття й Буковину, справа належного розвою української літературної мови ніби знову стала на порядок денний, і знову почалася деяка толерантність в справі української мови. У післявоєнний період знову починають виходити словники, відроджується українська література та наука. Проте, минулої свободи 20-х вже не існує. Радянська тоталітарна машина активно втручається у кожен осередок життя та культури та запроваджує власні методології, що відчутно впливають на розвиток української літературної мови зокрема. У Києві видано «Українсько-англійський словник» Михайла Подвезька, «Французько-український словник» Олександри Андрієвської, почато видання двотомного «Польсько-українського словника» за редакцією Лукії Гумецької, видано «Німецько-український словник» В. Лещинської та інші. Хоча українська наука лишається російською з забороною писати дисертації українською мовою. Другорядний статус української мови та літератури з певними пом'якшеннями збережеться до розпаду Радянського Союзу.

### Сучасний стан в незалежній Україні
1989 року завдяки зусиллям патріотичної української громадськості Верховна Рада республіки прийняла Закон УРСР «Про мови в Українській РСР», який надав українській мові статус державної. Процес становлення України, як соборної держави відчувався незворотнім і, відповідно, питання соборної української мови знову стало важливим навіть у ще комуністичній українській владі. Зі здобуттям незалежності в 1991 році питання мови стало ще гострішим. Хоча статус української мови, як головної державної вже був непохитним, але російська мова продовжувала бути доволі поширеною, в тому числі у сфері літератури, мистецтві, пресі, науці та освіті. З прийняттям Конституції України 1996 року статус української мови як державної закріпився в основному законі, проте, російська мова не була обмежена та широко застосовувалася на всіх рівнях соціального життя. Популярність російської мови, а також великий ринок Російської Федерації зваблював молодих письменників, вчених, драматургів, науковців широко використовувати російську літературну мову у своїх роботах, що не могло не впливати на мову літературну українську. Вживання змішаних мова у літературних творах, а також вживання суржику та русизмів було поширеним явищем серед української літератури, музики та на телебаченні.
Молода незалежна держава також вимагала більшої нормалізації української літературної мови. Тому не припинялись роботи над новим правописом, що мав певний політичний спротив, тому його прийняття затягнулося на довгі роки. Видавались нові словники української мови, класична світова література активно перекладалась українською. На розвиток та сталість сучасної української мови, вплинули як нове покоління українських письменників, так і сучасні українські гурти та власні телевізійні продукти на національному телебаченні.
15 лютого 2010 р. — президент України В. Ющенко підписав указ № 161/2010, яким затвердив концепцію державної мовної політики. Своїм указом В. Ющенко доручив Кабінету Міністрів до 15 травня 2010 р. розробити і затвердити державну програму розвитку і функціонування української мови та мов національних меншин на 2011—2015 роки. Крім розробки програми розвитку української мови, доручено також удосконалити законодавство про мови, забезпечити розширення застосування української мови в засобах масової інформації, сфері культури, освіти і науки. Метою Концепції є визначення стратегічних пріоритетів та орієнтирів у подоланні деформацій національного мовно-культурного та мовно-інформаційного простору, забезпеченні мовних прав громадян та єдності України. Згідно з концепцією, пріоритетом державної мовної політики має бути утвердження і розвиток української мови, а також забезпечення її функціонування в усіх сферах суспільного життя. Пріоритетним у реалізації державної мовної політики, зокрема, має бути забезпечення прав громадян на отримання інформації українською мовою, у тому числі через друковані ЗМІ, рекламу, а також на перегляд іноземних фільмів, дубльованих чи озвучених українською мовою. Серед пріоритетів також розвиток українського сегменту інтернету та комп'ютерного забезпечення українською, поліпшення якості українського мовлення на вітчизняному теле-і радіоканалах, створення системи чинного контролю за дотриманням законодавства про мови та механізми його здійснення, розробка механізмів захисту української мови і мов нацменшин від будь-яких проявів публічного приниження чи зневажання.

Мітинг під стінами комітетів ВРУ. Протест проти розгляду законопроекту № 1015-3 «Про мови в Україні».

Зі зміною влади вектор розвитку змінився. За президента Віктора Януковича відбулись деструктивні зміни у вжитку української мови. 7 вересня 2010 р. — реєстрація головою фракції Партії регіонів у Верховній Раді О. Єфремовим, головою фракції Комуністичної партії України П. Симоненком та членом фракції Блоку Литвина С. Гриневецьким нового законопроєкту № 1015-3 «Про мови в Україні», що має на меті підвищити статус російської мови, витіснивши українську з деяких сфер функціонування. За результатами опитувань соціологічної групи «Рейтинг», у вересні 2010 р. Проте вирішити питання російської мови як державної владі доби Януковича не вдалося і українська літературна мова продовжувала розвиватися у домінуючий позиції.
З початком україно-російської війни вплив української мови, як мови культури, освіти та науки значно зріс. Відбувся поступовий наступ на панування російської мови у ряді сфер. І врешті завдяки юридичному регулюванню та політичній волі керівництва держави українська мова стала домінуючою навіть у сферах де раніше їй не вдавалося потіснити мову російську. Зокрема, у сфері вищої освіти на сході країни, у радіомовленні та в уанеті. Сучасна українська мова пройшла важкий шлях поступової боротьби за своє місце в Незалежній Україні і врешті отримала домінуюче положення ледь не у всіх сферах життя українців, а відповідно розвиток української літературної мови буде тривати.